# Тайрер проти Сполученого Королівства
Рішення по справі "Тайрер проти Сполученого Королівства" — рішення Палати ЄСПЛ, винесене 25 квітня 1978 року, у справі щодо статті 3 ЄКПЛ про заборону катувань.

## Стаття 3. Заборона катування
Нікого не може бути піддано катуванню або нелюдському чи такому, що принижує гідність, поводженню або покаранню.

## Обставини справи
Отримавши кілька ударів тростиною за те, що проніс пиво в школу, Ентоні Тайрер, п'ятнадцятирічний житель острова Мен, разом з 3 іншими молодими людьми напав на школяра, що видав їх. 
Містер Тайрер отримав 3 удари різками (бичування) за вироком місцевого суду у справах неповнолітніх за незаконний напад, що спричинив тілесні ушкодження. 
Бичування проводився поліцейськими наодинці в присутності батька Тайрера та лікаря. Тайрера змусили зняти штани й труси й нахилитися через стіл. Після першого удару різка зламалася, батько засудженого кинувся на поліцейських і його довелося утримувати. Після побиття заявник хворів півтора тижня. 

## Рішення суду
Більшістю у 6 голосів проти 1 Суд визнав, що покарання Тайрера є поводженням, що принижує гідність, і відповідно суперечить статті 3.
У своєму звіті Комісія висловила думку, що тілесні покарання, які розглядаються судом, становлять порушення статті 3 і що їх застосування до заявника було порушенням цього положення. 
Суд поділяє думку Комісії про те, що покарання пана Тайрера не було «катуванням» у значенні статті 3. Суд не вважає, що факти цієї конкретної справи свідчать про те, що заявник зазнав страждань рівня, властивого цьому поняттю, як воно було витлумачено та застосовано Судом у його рішенні "Ірландія проти Сполученого Королівства".
Спричинені страждання мають досягти певного рівня, перш ніж покарання можна буде кваліфікувати як «нелюдське» у значенні статті 3. Суд не вважає, що по справі цей рівень було досягнуто, і тому покарання Тайрера не було «нелюдським покаранням» у значенні статті 3. 
Відповідно, єдине питання для вирішення полягає в тому, чи було його піддано «принижуючому гідність покаранню» всупереч статті 3.
Суд зазначає, що особа може бути приниженою самим фактом кримінального засудження. Однак для цілей статті 3 має значення те, що він повинен бути принижений не просто своїм засудженням, а й виконанням призначеного йому покарання. Проте, було б абсурдом вважати, що судове покарання загалом, через його звичайний і, майже неминучий елемент приниження, є «принизливим» у значенні статті 3. Існує різниця між таким покаранням і покаранням загалом.
Щоб покарання було «принижуючим гідність» і таким, що порушує статтю 3, приниження чи приниження повинні досягати певного рівня і в будь-якому випадку повинні відрізнятися від звичайного елементу приниження. Оцінка за своєю суттю є відносною: вона залежить від усіх обставин справи та, зокрема, від характеру та контексту самого покарання, способу і способу його виконання.
Генеральний прокурор острова Мен стверджував, що судові тілесні покарання, про які йдеться в цій справі, не порушують Конвенцію, оскільки вони не викликають обурення громадської думки на Острові. Стосовно цього слід зазначити, що покарання не втрачає свого принизливого характеру тільки тому, що не вважається таким або насправді є ефективним засобом стримування чи допомогою в боротьбі зі злочинністю. Перш за все, ніколи не можна вдаватися до покарань, які суперечать статті 3, яким би не був їхній стримуючий ефект.
Генеральний прокурор острова Мен звернув особливу увагу на той факт, що покарання було виконано приватно та без публікації імені злочинця. Оприлюднення може бути важливим фактором для оцінки того, чи є покарання «принижуючим гідність» у значенні статті 3, але Суд не вважає, що відсутність оприлюднення обов’язково завадить певному покаранню підпасти під цю категорію: це цілком може бути достатньо, щоб жертва була принижена у власних очах, навіть якщо не в очах інших.
Законодавство острова Мен передбачає певні гарантії: попередній медичний огляд; детально регламентується кількість ударів і розміри різок; присутній лікар, який може наказати припинити покарання; у випадку дитини або молодої людини, батьки можуть бути присутніми, якщо він цього бажає; бичування виконує поліцейський констебль у присутності старшого колеги.
Саме інституціоналізоване насильство в такому випадку є насильством, дозволеним законом, яке здійснюється за наказом судових органів держави та здійснюється поліцейськими органами держави. Таким чином, хоча заявник не зазнав жодних серйозних або тривалих фізичних наслідків, його покарання — через яке він ставився до об'єкта влади — являло собою напад саме на те, що є однією з головних цілей ст. 3. Також не можна виключити, що покарання могло мати негативні психологічні наслідки.
Законодавство передбачає, що в будь-якому випадку бичування не має відбуватися пізніше 6 місяців після винесення вироку. Однак це не змінює того факту, що за кілька тижнів після засудження судом, окрім фізичного болю, Тайрер відчував душевний біль від очікування насильства.
Застосування покарання з оголенням певною мірою посилило принизливий характер покарання заявника, але це не було єдиним чи визначальним фактором.
Суд визнає, що заявника було піддано покаранню, в якому елемент приниження досяг рівня, притаманного поняттю «покарання, що принижує гідність». Таким чином, тілесне покарання, застосоване до заявника, становило покарання у значенні статті 3 Конвенції.